# Szoftverelemző
A szoftverelemző (angolul: software analyst) a szoftverfejlesztő csapat azon tagja, aki figyelemmel kíséri a fejlesztési folyamatot, elvégzi a konfigurációkezeléssel kapcsolatos feladatokat, azonosítja a biztonsági, teljesítménybeli és megfelelőségi problémákat, valamint előkészíti a szoftverkövetelményeket és a specifikációkat tartalmazó dokumentumokat (Software Requirements Specification – SRS).

## Feladatkörök
A szoftverelemző munkája sokrétű, az alábbi tevékenységeket foglalhatja magában:
- A felhasználói és üzleti igények összegyűjtése, elemzése (pl. interjúk, kérdőívek, workshopok révén)
- Funkcionális és nem funkcionális követelmények dokumentálása
- Használati esetek (use case) és felhasználói történetek (user stories) készítése
- Kapcsolattartás az üzleti elemzőkkel, projektmenedzserekkel, fejlesztőkkel és tesztelőkkel
- A fejlesztési és tesztelési dokumentációk véleményezése, karbantartása
- Közreműködés a tesztelés előkészítésében, validációban

## Szükséges készségek
A hatékony szoftverelemző rendelkezik az alábbi készségekkel:
- Kiváló kommunikációs és együttműködési képesség
- Elemző és rendszerező gondolkodásmód
- Jó problémamegoldó készség
- Dokumentációkészítési gyakorlat, modellezési eszközök (pl. UML) ismerete
- Informatikai alapok (szoftverfejlesztés, adatbázisok, rendszerek működése)

## Tipikus munkahelyek
Szoftverelemzőként elhelyezkedni jellemzően az alábbi területeken lehet:
- Szoftverfejlesztő és IT tanácsadó cégek
- Vállalati IT részlegek (pl. bankok, biztosítók, távközlési cégek)
- Állami vagy önkormányzati szervek informatikai osztályai

## Fordítás
Ez a szócikk részben vagy egészben  a   Software analyst című angol Wikipédia-szócikk fordításán alapul.  Az eredeti cikk szerkesztőit annak laptörténete sorolja fel. Ez a jelzés csupán a megfogalmazás eredetét és a szerzői jogokat jelzi, nem szolgál a cikkben szereplő információk forrásmegjelöléseként.